# Abya Yala

Carta geografica della regione del Darién

Abya Yala (dal termine in lingua cuna Abiayala, lett. "terra in piena maturità") è il nome con cui i movimenti a sostegno dei Nativi americani si riferiscono al continente americano, in sostituzione della sua intitolazione ad Amerigo Vespucci scelta nel 1507 dal cartografo tedesco Martin Waldseemüller.. L'espressione "Abya Yala" proviene dalla lingua parlata dai Cuna, un popolo autoctono dell'istmo di Panama, che la utilizza per denominare il territorio della regione del Darién (a cavallo tra le attuali Panama e Colombia). Tale termine è oggi universalmente in uso tra le comunità indigene per indicare la totalità del continente americano.

## Etimologia e utilizzo

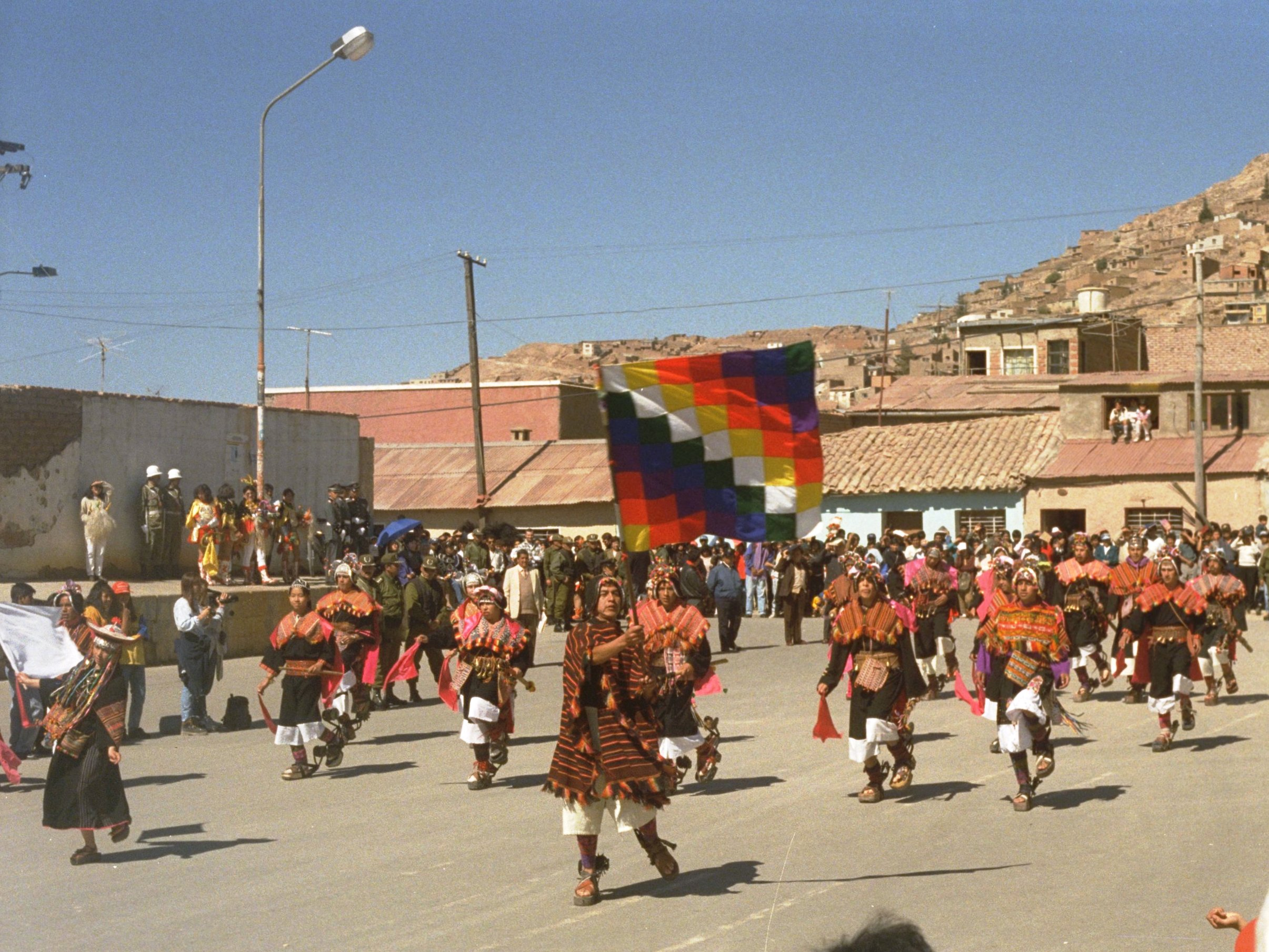
Sfilata di popoli indigeni con la bandiera Wiphala, che si ricollega all'idea di Abya Yala

Abya Yala significa letteralmente "Terra di piena maturità". Nel 1975, il leader indigeno aymara Takir Mamani propose ai Nativi americani di iniziare a chiamare le loro terre d'origine con questo nome e di utilizzare tale denominazione nei propri documenti e dichiarazioni orali, sostenendo che «dare nomi stranieri alle nostre città e ai nostri continenti equivale a sottomettere la nostra identità alla volontà dei nostri invasori e dei loro eredi». Tale invito fu accolto nel 1977 dal Consiglio Mondiale dei Popoli Indigeni. Benché i vari popoli indigeni che popolano il continente assegnino i propri nomi alle regioni in cui vivono – Tawantinsuyu, Anahuac, Pindorama –, l’espressione Abya Yala è sempre più utilizzata nel tentativo di costruire un senso di unità e appartenenza: in particolare, è a partire dal 1992 – cinquecentesimo anniversario della colonizzazione europea delle Americhe – che «le organizzazioni autoctone del continente hanno proposto di abbandonare la categoria eurocentrica di America e di sostituirvi quella di Abya Yala», con tale termine che «si è oggi largamente diffuso negli ambienti universitari e militanti decoloniali».
La casa editrice ecuadoregna Abya-Yala, specializzata in pubblicazioni nel dominio delle scienze sociali, trae il proprio nome dall'invito di Takir Mamani a servirsi di questa espressione.